# 王玄策
王玄策（622？—682？），唐朝政治人物、外交官。

## 生平
天竺（北印度）摩伽陀戒日王朝國王戒日王在唐貞观十五年（641年）派使節来唐朝访问。貞观十七年（643年），唐派使節正使李義表、融州（今广西壮族自治区融水县）县令王玄策为副使，前往天竺，这是他第一回赴天竺。
貞观二十一年（647年），右衛率府長史王玄策以正使身份再次出使天竺戒日王朝，副使蒋師仁。途经吐蕃、泥婆羅。時戒日王已死，北印度混乱，戒日王臣下阿羅那順奪位，要抓捕他们。王玄策逃脱發檄文请求援軍，分别向尼泊尔李查维王朝王那陵提婆、吐蕃赞普松赞干布借了七千泥婆羅军、一千二百吐蕃军，合计八千余兵，雙方發生了茶鎛和羅城之戰。王玄策、蒋師仁率两国軍队大破天竺軍，生擒阿羅那順，舊唐書/卷3载“獲其王阿罗那顺及王妃、子等，虏男女12,000人、牛马20,000余以诣阙”。贞观二十二年（648年）、王玄策向唐太宗献俘虏阿罗那顺，升任朝散大夫。方士那羅邇娑婆寐，自称200岁，随王玄策一起前来。
显庆二年（657年）、王玄策第三回赴天竺。十年間，升任和籴副使左監門長史、道王（李元慶）友（陪臣）、右驍衛率府長史。龍朔元年（661年）訪婆栗闍国，後任驍衛長史。后来又第四回出使天竺。
永隆二年（681年）、王玄策担任陇右道巡察使，行殿中侍御史。该年闰七月八日（681年8月19日），王玄策在永靖县炳灵寺敬造阿弥陀佛一躯并二菩萨。

## 著作
著有《中天竺国行记》，已亡佚。

## 艺术形象
生平被改編成漫畫天竺熱風錄。